# Montferrand-la-Fare
Montferrand-la-Fare è un comune francese di 48 abitanti situato nel dipartimento della Drôme della regione dell'Alvernia-Rodano-Alpi.

## Società

### Evoluzione demografica
Abitanti censiti